# Сельский вид
«Се́льский вид» — картина Алексея Саврасова, написанная в 1867 году. Хранится в Третьяковской галерее.
Полотно отличается богатством панорамного пространственного и живописного решения. Выполнено с особой сложностью цветовой гаммы, общий строй которой очень эмоционален, со скрупулёзной передачей деталей. Сходство в изображении цветущих яблонь, изгороди, ветхого шалаша, старика-пасечника, склонившегося над дымящимся костром около пчелиных ульев, органично сочетается здесь с захватывающим ощущением необъятности просторов, открывающихся вдали.